# 林国本
林国本（1935年11月9日—2015年3月11日），被誉为日语翻译界泰斗。旅日第二代华侨，祖籍浙江宁波。

## 生平
1935年11月9日生于日本神户，是第二代华裔，祖籍浙江宁波，父亲在日本经商。1953年，回中国。1957年9月至1963
年8月，历任国家体委国际联合公司、科研所翻译。1963年8月，任《北京周报》日文版创刊翻译、审评。1986年5月至1992年4月，任北京周报社首任驻日本记者。2004年任全国翻译专业资格水平考试日语专家委员会主任。2015年3月11日凌晨1时25分在北京地坛医院因病去世，享年七十九岁。

## 代表著作
- 《中国陶瓷史》
- 《战后日本经济发展史》
- 《中国对外经济贸易法规汇编》
- 《末代皇妃们》